# 佐藤茉那
佐藤 茉那（さとう まな）は、NHKのアナウンサー。

## 人物
神奈川県横浜市出身。
幼稚園と小学校の途中まで、兵庫県西宮市に居住。このため多少言葉のイントネーションに関西弁があるという。鎌倉女学院中学校・高等学校、慶應義塾大学商学部卒業。
2020年にNHKに入局。初任地は熊本放送局。
2024年2月14日、2024年4月から『あさイチ』（山陽地域リポーター）担当となることが発表された。
2024年4月に広島放送局へ異動。広島放送局での初鳴きは4月3日お昼のニュース。
2024年11月の『ブラタモリ』スペシャル版にパートナーとして登板。
2025年4月からの『ブラタモリ』レギュラー版では、広島放送局在籍のままパートナーを務めている。

## 嗜好・挿話
- 特技はバトントワリングで[2][11]、中・高校と続けた[2][12]。
- 趣味：漫画を読むこと[13]。
- 『クマロク!』コーナー「ことば塾」では講師として毎回、セーラー服姿を披露していた。
- 好きな食べ物は、魚介類[11]。
- 瀬戸内しまなみ海道を車で運転し、島々をめぐりたい[14]。
- 広島の全ての市・町をまわることに挑戦したい[14]。

## 現在の担当番組
- 広島県・中国地方のニュース・中継等
  - お好み845
  - お好みサタデー
お好みサンデー
お好みホリデー
- NHKニュースおはようちゅうごく（2024年4月8日 - ） - キャスター[14]（鳥山圭輔、松井大と週替わりで担当）
- ブラタモリ（2025年4月5日 - ） - アシスタント
- ひろしま コイらじ - 日替りアナウンサー（不定期）

## 過去の担当番組

### 熊本放送局時代（2020年度 - 2023年度）
- どーも、NHK（2020年6月7日）- 新人お披露目[15]
- 熊本県のニュース・中継等[6]
- ニュース845くまもと（不定期）
- クマロク!645（不定期）
- アイデア対決・全国高等専門学校ロボットコンテスト2020 九州沖縄地区大会 - 司会（廣瀬雄大、辻本彩乃と）（九州沖縄ブロック・2020年11月23日）[注釈 1][16]
- あさイチ「みんなでシェア旅 “熊本” 天草・水俣のめぐみ」（2022年1月6日） - リポーター
- フミダス!ガマダス（2022年3月11日・6月17日） - キャスター
  - 返したい...、被災地の思い出の品（2022年3月11日）
  - 水害から命を守り抜け! 防災アップデート大作戦（2022年6月17日）
- 大雨関連特設ニュース（2023年7月3日：全国放送） - 熊本放送局より熊本県内の災害状況を伝えた
- 明日をまもるナビ「命と暮らしを守る 地域局の取り組み 熊本放送局」（2023年7月9日） - リポーター[17]
- くまもとの風
  - 「いま、つながる〜南阿蘇鉄道 全駅の旅〜」（2023年7月15日）- キャスター
  - 「おばあちゃんはアナウンサー 〜天草テレビが独特すぎる件〜」（2023年9月15日） - 語り
  - 「わたしの“水俣日記” 〜アナウンサー佐藤茉那 対話の旅〜」（2023年10月13日） - 語り・取材
  - 「街角ピアノ 熊本」（2024年2月2日[18]）
- NHKニュースおはよう日本（平日5時台）
  - 佐藤あゆみの代理キャスター（2023年8月21日 - 25日）
- 福岡放送局への応援派遣
  - 九州沖縄のニュース・気象情報（平日15時台：2020年11月25日、2022年1月19日）
  - ニュース845福岡（2020年11月25日、2022年1月19日、2024年1月24日）
  - 福岡県のニュース（平日12時台：2022年3月28日 - 30日）
  - ロクいち!福岡
    - 野口葵衣の代理キャスター（2022年3月28日 - 30日）

  - はっけんTV
    - 「熊本球磨川 ウルトラトレイル」（2022年4月14日）
- クマロク!（リポーター・ことば塾講師： - 第60回 2024年3月27日）
  - 稲塚貴一の代理キャスター（2021年12月20日 - 21日、2023年8月7日）
  - 後藤佑太郎の代理キャスター（2023年7月6日、8月4日）

- NHKジャーナル▽地域発「オールド・ニュータウンを誰が支える?・熊本」 - リポーター（2021年3月23日）[19]
- ラジオ深夜便「いま水俣病を語り継ぐということ」（2021年12月7日）
- 第71回NHK旗高校野球大会準決勝第2試合「必由館」対「文徳」（2023年5月27日、ラジオ第1・FM） - 実況
- 第105回全国高等学校野球選手権熊本大会 準決勝第1試合「文徳」対「九州学院」（2023年7月22日、ラジオ第1・FM） - 実況
- はっけんラジオ
  - 「健康講座・賢い人間ドックの受け方とは」（2020年11月25日）
  - 「熊本地震から5年②“南阿蘇村で進む交流”」（リポーター、2021年4月13日） - 熊本放送局より[20]
  - はっけんラジオ from熊本「地域の防災力を高める」（リポーター、2021年6月18日） - 熊本放送局より[21]
  - はっけんラジオSP from熊本 就活応援ラジオ（司会、2024年2月25日[22][23]） - 熊本放送局より
- ラジオニュース（九州沖縄、R1・FM）の泊まり勤務担当（2020年11月26日 - 27日、2022年1月20日 - 21日、2024年1月25日 - 26日）[注釈 2]

### 広島放送局時代（2024年度 - ）
- お好みワイドひろしま - 岡崎太希の代理キャスター（2024年8月9日、2025年3月24日-25日）
- コネクト「地域ミライ会議 どうすりゃええんかね!?人口流出」（2024年4月5日） - プレゼンター
- あさイチ（2024年4月 - 2025年3月） - いまオシLIVE山陽担当リポーター[7]
  - 中継・山口県萩市「猫寺」リポーター
  - 中継・山口県岩国市「岩国れんこん」リポーター
- ブラタモリ 東海道‘’五十七次“の旅　第一夜〜第三夜（2024年11月2日 - 4日） - パートナー[9]
- タモリと鶴瓶の新春!初しゃべり会（2025年1月3日） - 進行